# Уйсолы (гмина)
Уйсолы (пол. Ujsoły) — сельская гмина (волость) в Польше, входит как административная единица в Живецкий повет, Силезское воеводство. Население — 4686 человек (на 2004 год).

## Демография
| Перепись                       | Всего   | Всего | Женщины | Женщины | Мужчины | Мужчины |
| ------------------------------ | ------- | ----- | ------- | ------- | ------- | ------- |
| Единицы                        | человек | %     | человек | %       | человек | %       |
| Население                      | 4686    | 100   | 2327    | 49,7    | 2359    | 50,3    |
| Плотность населения (чел./км²) | 42,6    | 42,6  | 21,2    | 21,2    | 21,5    | 21,5    |

## Соседние гмины
1. Гмина Елесня
2. Гмина Милювка
3. Гмина Райча
4. Гмина Венгерска-Гурка